# Me gradué, pero…
Me gradué pero... (título original: Daigaku wa deta keredo) es la tercera película conservada -hay varias anteriores que se consideran perdidas- de Yasujirō Ozu.

## Argumento
Tetsuo Nomodo acaba de graduarse en la universidad, pero no es capaz de encontrar un trabajo correspondiente a su formación. Cuando vuelve de una empresa en la que solo le ofrecen un puesto de conserje que él rechaza encuentra que su prometida y su madre han venido de visita alegres porque él les dijo por carta que había encontrado trabajo. Aunque intenta mantener la farsa durante un tiempo, finalmente debe confesarle a Machiko, su mujer,  la verdad. Ella se pone manos a la obra y encuentra trabajo en un bar sirviendo, lo que enoja y pone celoso a Tetsuo.  Este, desesperado, acude a la empresa donde le ofrecieron ser conserje y allí, inesperadamente, le ofrecen un trabajo a tiempo completo.

## Comentario
Película que sigue la estela de Días de juventud y que se inserta en la moda de finales de los años 20 de las películas de estudiantes. El problema de los jóvenes licenciados que no encontraban trabajo cualificado era realmente acuciante en aquella época y aquí lo encontramos mezclado con un típico argumento importado del teatro shimpa de conflicto matrimonial a causa de la pobreza.
En este film podemos rastrear ya alguno de los característicos formalismos de la puesta en escena y el montaje de las películas clásicas de Ozu. Por ejemplo hay una escena completa rodada con el ángulo de cámara baja, en concreto la del bar, y en la copia resumen de 12 minutos de la que disponemos ya aparece un tímido “plano almohada”, o plano de transición significante, con el tendero que será uno de los lugares comunes en su filmografía posterior.
También llama la atención el póster de Relámpago de Harold Lloyd, que a la vez nos acerca al mundo estudiantil que el protagonista deja atrás y al omnipresente contraste entre la tradición japonesa y la admiración por lo occidental. También encontramos, como curiosidad, a una jovencísima Kinuyo Tanaka, protagonista con el tiempo de la inolvidable Ugetsu Monogatari, de Mizoguchi, en su primer trabajo para Ozu.